# الاتصالات السلكية واللاسلكية في جزر البهاما

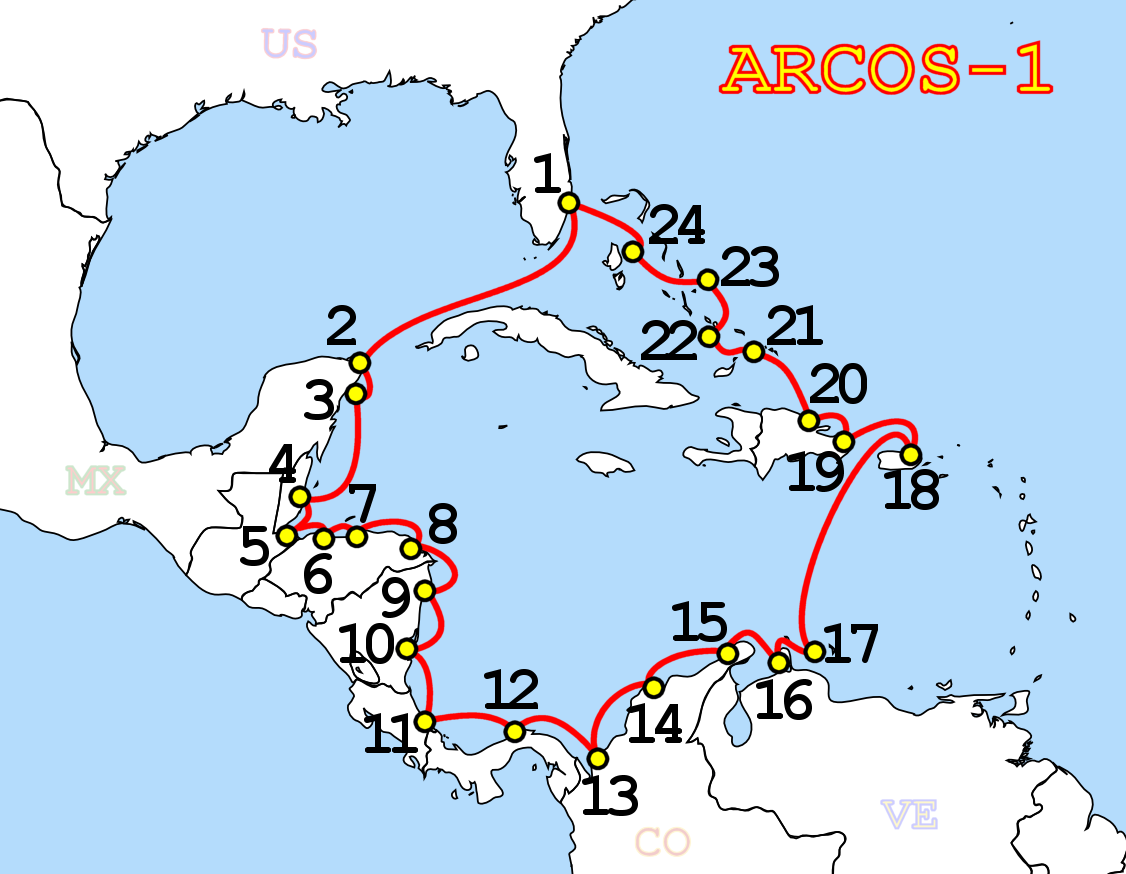
الاتصالات السلكية واللاسلكية في جزر البهاما

الاتصالات السلكية واللاسلكية في جزر البهاما تشمل الاتصالات السلكية واللاسلكية في جزر البهاما الهواتف الثابتة والمنتقلة والراديو والتلفزيون والإنترنت.

## نبذة
كان في جزر البهاما 13700 قطاع الخطوط الثابتة ووقع في مرتبة 141 في العالم عام (2012)، ويوجد في جزر البهاما 254000 خطوط الهواف المحمولة وهو في مرتبة 176 في العالم عام (2012).

## مراقبة استخدام الأنترنت والإشراف عليه
لم يكن القدرة على الحصول على الأنترنت واستخدامه تحت أي حد وقيد، فليس هناك تقييد ولا تحديد على الحصول على الإنترنت واستخدامه من قبل حكومة جزر البهاما ، وليس كذلك أي خبر موثوق به على أن الحكومة تراقب المراسلات عبر البريد الإلكتروني أو الإنترنت في غرفة دردشة بلا الإشراف القضائي
ويعطي القانون حرية التعبير والصحافة واعترفت الحكومة بذه الحقوق وتساعد في تطبيقها، ويساعد في استفادة من حرية التعبير والصحافة كل من استقلالية الصحافة السلطات القضائية الفعالة، وإن كانت تتأخر جدا ونظام السياسة الديمقراطية، فيحظر القانون التدخل الدكتاتوري في الخصوصيات وعائلية وأمور منزلية والرسائل المتبادلة وتعترف الحكومة بهذا التحظير ويساعد في التطبيق، وأما قانون التشهير الحاسم والمتقادم من آثار الإستعمار البريطاني فليست بمعتمدة غالبا.